# (2265) Verbaandert
(2265) Verbaandert est un astéroïde de la ceinture principale.

## Description
(2265) Verbaandert est un astéroïde de la ceinture principale. Il fut découvert le 17 février 1950 à Uccle par Sylvain Arend. Il présente une orbite caractérisée par un demi-grand axe de 2,62 UA, une excentricité de 0,21 et une inclinaison de 19,8° par rapport à l'écliptique.

## Compléments